# Abrosoma
Abrosoma is een geslacht van Phasmatodea uit de familie Aschiphasmatidae. De wetenschappelijke naam van dit geslacht is voor het eerst voorgesteld door Josef Redtenbacher in een publicatie uit 1906.

## Soorten
Het geslacht Abrosoma omvat de volgende soorten:
- Abrosoma apterum Redtenbacher, 1906
- Abrosoma ariesi Seow-Choen, 2020
- Abrosoma carinulatum Redtenbacher, 1906
- Abrosoma discolor Redtenbacher, 1906
- Abrosoma exiguum Redtenbacher, 1906
- Abrosoma festinatum Brock & Seow-Choen, 1995
- Abrosoma flavoguttatum Redtenbacher, 1906
- Abrosoma gibberum Brock & Seow-Choen, 1995
- Abrosoma integrum (Redtenbacher, 1908)
- Abrosoma johorense Seow-Choen & Goh, 1999
- Abrosoma nebulosum (Westwood, 1859)
- Abrosoma roseialatum Seow-Choen, 2018
- Abrosoma sabangense Seow-Choen, 2018
- Abrosoma sericeum Redtenbacher, 1906
- Abrosoma singulare Redtenbacher, 1906
- Abrosoma weisongi Seow-Choen, 2018